# Chua-tu

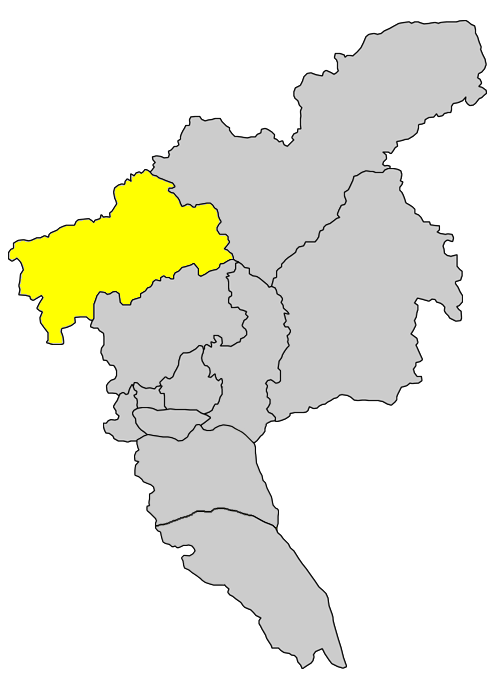
Poloha obvodu Chua-tu na mapě Kantonu

Obvod Chua-tu (čínsky v českém přepisu Chua-tu čchü, pchin-jinem Huādu Qū, znaky zjednodušené 花都区, tradiční 花都區) je obvod města Kantonu, hlavního města provincie Kuang-tung v Čínské lidové republice. Nachází se na severozápadním kraji města, má celkovou plochu 968 čtverečních kilometrů a k roku 2001 měl 610 tisíc obyvatel hovořících převážně kantonštinou.

## Doprava
Částečně na území Chua-tu leží mezinárodní letiště Kanton Paj-jün, hlavní kantonské letiště a jedno z vůbec nejvýznamnějších čínských letišť (částečně leží v obvodě Paj-jün sousedícím s Chua-tuem na jihu). Letiště je napojeno na kantonské metro jeho linkou 3.
Rovněž zde leží Kantonské severní nádraží na vysokorychlostní trati z Wu-chanu.

## Rodáci
- Chung Siou-čchüan (1814–1864), povstalecký vůdce